# Göran Hägerdal
Karl Göran Hägerdal, född 11 mars 1966 i Kristdala församling, Kalmar län, är förbundsrektor för NBV, Nykterhetsrörelsens Bildningsverksamhet. Han var mellan 2012 och 2018 Global Director of Scouting Development på Världsscoutbyrån (huvudkontoret för World Organization of the Scout Movement) i Kuala Lumpur. Mellan 2004 och 2012 var han biträdande generalsekreterare för Svenska Scoutrådet, dåvarande paraplyorganisation för svensk scouting.
Göran Hägerdal blev som åttaåring medlem i Kristdala scoutkår och har varit engagerad i scoutrörelsen i olika roller sedan dess. Under studietiden vid Lunds Universitet var Hägerdal aktiv i Akademiska föreningen som studentaftonsförman under 1993-1994. 1996 var han vice lägerchef för det World Scout Moot som genomfördes på Ransbergs Herrgård, Ransäter, Värmland. 2001 var han en av två ansvariga för programmet på Scout 2001. 2007 var Hägerdal en av tre lägerchefer för Scouternas andra nationella jamboree Jiingijamborii. Under den 21 Världscoutjamboreen i England 2007 tilldelades han svensk scoutings högsta utmärkelse Silvervargen.
Göran Hägerdal var en av tre lägerchefer på World Scout Jamboree 2011, världens 22:a världsjamboree som ägde rum på Rinkaby skjutfält, Kristianstad, Skåne i södra Sverige, 27 juli - 7 augusti 2011.
Hägerdal tilldelades 2020 Världsscoutings högsta utmärkelse Bronsvargen. 